# Bell XV-3
Bell XV-3 był pierwszym statkiem powietrznym o zmiennej geometrii wirników. Można go zaklasyfikować jako zarówno samolot, jak i śmigłowiec. Tak jak poprzednicy, XV-3 miał silniki w kadłubie, które napędzały śmigła znajdujące się na końcu skrzydeł. XV-3 potrafił sprawnie latać, jednak pojawiła się duża liczba problemów z konstrukcją, stabilnością oraz aerodynamiką samolotu.

Pierwszy zbudowany egzemplarz został oblatany w sierpniu 1955, ale rozbił się dwa miesiące później. Drugi, udoskonalony model zaliczył pierwszy lot 12 grudnia 1958. W sumie w powietrzu spędził 125 godzin.

## Podobne konstrukcje
- V-22 Osprey
- Bell XV-15
- AgustaWestland AW609
- Curtiss-Wright X-19